# La nera di... (raccolta)
La nera di... è una raccolta di tredici racconti dello scrittore e regista senegalese Ousmane Sembène.
I racconti, come afferma lo stesso autore, si susseguono secondo un ordine cronologico di composizione e non per tematiche o per filoni narrativi anche se a ben osservare la serie degli scritti e la sequenza dei film hanno un comune svolgimento.
Se si confronta il primo racconto, "Di fronte alla storia", e l'ultimo, "Il Voltaico" si vede che l'autore ha operato in chiave di risalita sociale e storica (la città di Dakar oggi, la savana allora, la famiglia tra modernità e tradizione, la tribù tra libertà e schiavitù). La figura e il ruolo del narratore assumono poi una rilevanza particolare soprattutto in una cultura che rivendica la sua oralità.

## Racconti

### Di fronte alla storia
La scena si svolge davanti al cinema "Mali", nel popoloso quartiere di Rebeuse, che proietta il film storico Sansone e Dalila. La funzione narrativa non viene svolta dalla voce narrante ma viene affidata ad una macchina da presa. Essa si focalizza sulle persone in fila e riprende in alternanza la discussione e la rottura di una coppia di intellettuali occidentalizzati e una famiglia tradizionale con un padre solenne, due mogli arrendevoli e tanti bambini. Il compito di informare i lettori sui precedenti della storia e sulla morale, viene affidato tre giovani indecisi se entrare o meno a vedere il film.

## Edizioni
- Ousmane Sembène, La nera di..., traduzione di Cenerini Lucia, collana La memoria, Sellerio, 1991,  p. 163.